# Southeastern Conference (pallavolo)
La Southeastern Conference (SEC) è una delle 32 conference di pallavolo femminile affiliate alla NCAA Division I, la squadra vincitrice accede di diritto al torneo NCAA.

## Membri

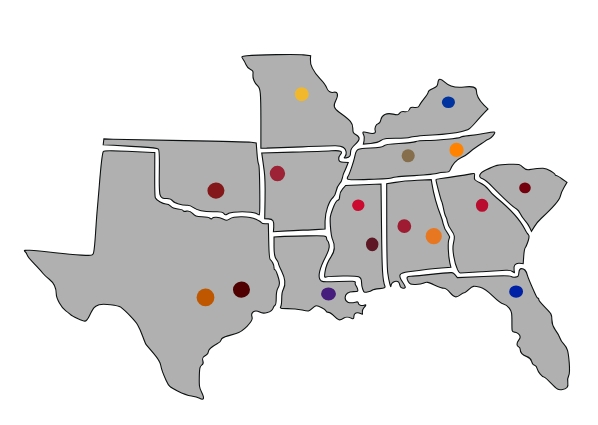

| Squadra           | Sede            | Stato            | Fondazione | Soprannome      | Affiliazione |
| ----------------- | --------------- | ---------------- | ---------- | --------------- | ------------ |
| Alabama           | Tuscaloosa      | Alabama          | 1974       | Crimson Tide    | 1989         |
| Arkansas          | Fayetteville    | Arkansas         | 1994       | Razorbacks      | 1994         |
| Auburn            | Auburn          | Alabama          | 1967       | Tigers          | 1986         |
| Florida           | Gainesville     | Florida          | 1984       | Gators          | 1984         |
| Georgia           | Athens          | Georgia          | 1978       | Lady Bulldogs   | 1979         |
| Kentucky          | Lexington       | Kentucky         | 1977       | Wildcats        | 1979         |
| Louisiana State   | Baton Rouge     | Louisiana        | 1974       | Lady Tigers     | 1982         |
| Mississippi       | Oxford          | Mississippi      | 1976       | Rebels          | 1979         |
| Mississippi State | Starkville      | Mississippi      | 1975       | Bulldogs        | 1979         |
| Missouri          | Columbia        | Missouri         | 1974       | Tigers          | 2012         |
| Oklahoma          | Norman          | Oklahoma         | 1974       | Sooners         | 2024         |
| South Carolina    | Columbia        | Carolina del Sud | 1973       | Gamecocks       | 1991         |
| Tennessee         | Knoxville       | Tennessee        | 1958       | Lady Volunteers | 1979         |
| Texas             | Austin          | Texas            | 1974       | Longhorns       | 2024         |
| Texas A&M         | College Station | Texas            | 1975       | Aggies          | 2012         |
| Vanderbilt        | Nashville       | Tennessee        | 1979       | Commodores      | 2025         |

## Arene
| Squadre           | Arene                               | Capacità |
| ----------------- | ----------------------------------- | -------- |
| Alabama           | Foster Auditorium                   | 3 000    |
| Arkansas          | Barnhill Arena                      | 10 000   |
| Auburn            | Neville Arena                       | 2 000    |
| Florida           | O'Connell Center                    | 10 133   |
| Georgia           | Ramsey Student Center               | 1 925    |
| Kentucky          | Memorial Coliseum                   | 6 250    |
| Louisiana State   | Pete Maravich Assembly Center       | 13 215   |
| Mississippi       | Gillom Athletics Performance Center | 1 035    |
| Mississippi State | Newell-Grissom Building             | 2 000    |
| Missouri          | Hearnes Center                      | 13 611   |
| Oklahoma          | McCasland Field House               | 5 000    |
| South Carolina    | Carolina Volleyball Center          | 1 600    |
| Tennessee         | Thompson-Boling Arena               | 21 678   |
| Texas             | Gregory Gymnasium                   | 4 000    |
| Texas A&M         | Reed Arena                          | 12 989   |
| Vanderbilt        | Memorial Gymnasium                  | 14 316   |

## Albo d'oro
| Anno          | Podio            | Podio              | Podio              |
| Campione      | Seconda          | Terza              |                    |
| ------------- | ---------------- | ------------------ | ------------------ |
| 1979 Dettagli | Kentucky         | Tennessee          | -                  |
| 1980 Dettagli | Kentucky         | Tennessee          | -                  |
| 1981 Dettagli | Tennessee        | Alabama            | -                  |
| 1982 Dettagli | Tennessee        | Louisiana State    | -                  |
| 1983 Dettagli | Kentucky         | Tennessee          | -                  |
| 1984 Dettagli | Tennessee        | Kentucky           | -                  |
| 1985 Dettagli | Georgia          | Louisiana State    | -                  |
| 1986 Dettagli | Louisiana State  | Georgia            | -                  |
| 1987 Dettagli | Kentucky         | Florida            | -                  |
| 1988 Dettagli | Kentucky         | Tennessee          | -                  |
| 1989 Dettagli | Louisiana State  | Kentucky           | -                  |
| 1990 Dettagli | Louisiana State  | Georgia            | -                  |
| 1991 Dettagli | Louisiana State  | Florida            | -                  |
| 1992 Dettagli | Florida          | Louisiana State    | -                  |
| 1993 Dettagli | Florida          | Georgia            | -                  |
| 1994 Dettagli | Florida          | Georgia            | -                  |
| 1995 Dettagli | Florida          | Arkansas           | -                  |
| 1996 Dettagli | Florida          | Arkansas           | -                  |
| 1997 Dettagli | Arkansas         | Florida            | -                  |
| 1998 Dettagli | Florida          | Arkansas           | -                  |
| 1999 Dettagli | Florida          | Arkansas           | -                  |
| 2000 Dettagli | Florida          | Louisiana State    | -                  |
| 2001 Dettagli | Florida          | Arkansas           | -                  |
| 2002 Dettagli | Florida          | Arkansas           | -                  |
| 2003 Dettagli | Florida          | Arkansas           | -                  |
| 2004 Dettagli | Tennessee        | Florida            | -                  |
| 2005 Dettagli | Florida          | Alabama            | -                  |
| 2006 Dettagli | Florida          | Louisiana State    | Alabama            |
| 2007 Dettagli | Florida          | Louisiana State    | Mississippi        |
| 2008 Dettagli | Florida          | Kentucky           | Tennessee          |
| 2009 Dettagli | Louisiana State  | Kentucky           | Florida Tennessee  |
| 2010 Dettagli | Florida          | Louisiana State    | Tennessee          |
| 2011 Dettagli | Tennessee        | Kentucky Florida   | -                  |
| 2012 Dettagli | Florida          | Texas A&M          | Tennessee          |
| 2013 Dettagli | Missouri         | Florida            | Kentucky           |
| 2014 Dettagli | Florida          | Kentucky           | Louisiana State    |
| 2015 Dettagli | Texas A&M        | Missouri Kentucky  | -                  |
| 2016 Dettagli | Missouri Florida | -                  | Kentucky Texas A&M |
| 2017 Dettagli | Florida Kentucky | -                  | Missouri           |
| 2018 Dettagli | Kentucky         | Tennessee          | Florida            |
| 2019 Dettagli | Florida Kentucky | -                  | Missouri Texas A&M |
| 2020 Dettagli | Kentucky         | Florida            | Missouri           |
| 2021 Dettagli | Kentucky         | Mississippi State  | Florida            |
| 2022 Dettagli | Florida Kentucky | -                  | Georgia            |
| 2023 Dettagli | Kentucky         | Arkansas Tennessee | -                  |
| 2024 Dettagli | Kentucky         | Texas              | Florida Missouri   |

## Palmarès
| Squadre         | Titoli | Stagioni |
| --------------- | ------ | --- |
| Florida         | 22     | 1992, 1993, 1994, 1995, 1996, 1998, 1999, 2000, 2001, 2002, 2003, 2005, 2006, 2007, 2008, 2010, 2012, 2014, 2016, 2017, 2019, 2022 |
| Kentucky        | 13     | 1979, 1980, 1983, 1987, 1988, 2017, 2018, 2019, 2020, 2021, 2022, 2023, 2024                                                       |
| Louisiana State | 5      | 1986, 1989, 1990, 1991, 2009 |
| Tennessee       | 5      | 1981, 1982, 1984, 2004, 2011 |
| Missouri        | 2      | 2013, 2016 |
| Georgia         | 1      | 1985 |
| Arkansas        | 1      | 1997 |
| Texas A&M       | 1      | 2015 |